# بيدرو فيريرا (لاعب كرة قدم)
بيدرو فيريرا هو لاعب كرة قدم برتغالي في مركز الوسط، ولد في 5 يناير 1998 في مارينها جراندي في البرتغال. لعب مع مافرا.

## وصلات خارجية
- بيدرو فيريرا (لاعب كرة قدم) على موقع قاعدة بيانات كرة القدم.إي يو (الإنجليزية)
- بيدرو فيريرا (لاعب كرة قدم) على موقع Soccerway.com (الإنجليزية)

{{شريط تصفح تشكيلة فريق كرة قدم
|الاسم=
|اسم الفريق= نادي أوبه
|القائمة=
- 1 مولر
- 2 Mikkel Kallesøe [الإنجليزية]‏
- 5 Marc Nielsen [الإنجليزية]‏
- 6 Mylian Jimenez [الإنجليزية]‏
- 8 Håpnes
- 9 هيلينيوس
- 10 Oliver Ross (footballer) [الإنجليزية]‏
- 13 Bjarne Pudel [الإنجليزية]‏
- 15 Olsson
- 17 Andres Jasson [الإنجليزية]‏
- 18 Maarup
- 19 سيديل
- 21 Mads Bomholt [الإنجليزية]‏
- 22 Rody de Boer [الإنجليزية]‏
- 24 Nóel Atli Arnórsson [الإنجليزية]‏
- 25 Frederik Børsting [الإنجليزية]‏
- 26 Marcus Bonde [الإنجليزية]‏
- 27 جون
- 28 Valdemar Møller (footballer) [الإنجليزية]‏
- 32 Christian Tcacenco [الإنجليزية]‏
- 33 Elison Makolli [الإنجليزية]‏
- 35 Amankwah
- 37 Amar Diagne [الإنجليزية]‏
- 39 Skovgaard
- 40 Bertil Grønkjær [الإنجليزية]‏
- مدرب: Steffen Højer [الإنجليزية]‏